# .LOVE
『.LOVE』（ドットラブ）は、エイベックスが発売しているコンピレーション・アルバムの1つ。

## 概要
- 女性アーティストが歌うラブ・バラードソングを収録したアルバム。
（「.LOVE tender」には男性ヴォーカルの楽曲も収録）
- エイベックス以外に所属するアーティストの曲も収録されている。

## 発売作品
- .LOVE（2008年10月29日発売）
- .LOVE more（2009年11月4日発売）
- .LOVE in the HOUSE（2009年11月4日発売）＜スピンオフ作品＞
- .LOVE tender（2011年1月11日発売）

## 収録アーティストと作品

### .LOVE
1. Every Little Thing「fragile」
2. 倖田來未「愛のうた」
3. 大塚愛「プラネタリウム」
4. 浜崎あゆみ「Dearest」
5. Reira Starring Yuna Ito「ENDLESS STORY」
6. BoA「JEWEL SONG」
7. m-flo「Come Back To Me」
8. 一青窈「ハナミズキ」
9. 安室奈美恵「CAN YOU CELEBRATE?」
10. 青山テルマ feat.SoulJa「そばにいるね」
11. 中島美嘉「雪の華」
12. RUI「月のしずく」
13. MISIA「Everything」
14. DREAMS COME TRUE「LOVE LOVE LOVE〜ENGLISH VERSION〜」

### .LOVE more
1. 浜崎あゆみ「Together When...」
2. DREAMS COME TRUE「未来予想図II〜VERSION'07〜」
3. 倖田來未「Moon Crying」
4. 大塚愛「クラゲ、流れ星」
5. Crystal Kay「Kiss」
6. JUJU「奇跡を望むなら...」
7. 柴咲コウ「かたち あるもの」
8. 伊藤由奈「Precious」
9. m-flo loves YOSHIKA「let go」
10. Every Little Thing「恋文」
11. BoA「メリクリ」
12. Sugar Soul feat.kenji「Garden」
13. MISIA「眠れぬ夜は君のせい」
14. 安室奈美恵「Baby Don't Cry」

### .LOVE in the HOUSE
1. MISIA「Everything」
2. ドーン・トーマス「IF I'M NOT IN LOVE WITH YOU~ENDLESS STORY~」
3. 倖田來未「愛のうた」
4. Every Little Thing「fragile」
5. 一青窈「ハナミズキ」
6. 青山テルマ feat.SoulJa「そばにいるね」
7. RUI「月のしずく」
8. m-flo「Come Back To Me」
9. 浜崎あゆみ「Dearest」
10. 中島美嘉「雪の華」
11. 安室奈美恵「CAN YOU CELEBRATE?」

### .LOVE tender
1. 浜崎あゆみ「Days」
2. 倖田來未「stay with me」
3. Every Little Thing「恋をしている」
4. JUJU「やさしさで溢れるように」
5. TEE「ベイビー・アイラブユー」
6. BoA「Winter Love」
7. 東方神起「Back to Tomorrow」
8. BENI「もう二度と…」
9. 安室奈美恵「ALL FOR YOU」
10. 藤井フミヤ「Another Orion」
11. 今井美樹「PRIDE」
12. globe「DEPARTURES」
13. MISIA「果てなく続くストーリー」
14. DREAMS COME TRUE「ねぇ」